# 社会的排斥
社会的排斥（しゃかいてきはいせき）、社会的拒絶（しゃかいてききょぜつ、英：Social_rejection）は、社会心理学において集団や個人から仲間はずれにされることや他者から無視されたり拒絶されたりすること。

## 参考
- 宮崎弦太, 池上知子「社会的拒絶への対処行動を規定する関係要因 ―関係相手からの受容予期と関係へのコミットメント―」『実験社会心理学研究』第50巻第2号、日本グループ・ダイナミックス学会、2011年、194-204頁、doi:10.2130/jjesp.50.194、ISSN 03877973。
- 山田順子「対人関係の流動性と社会的拒絶に対する敏感さの関連に関する発達的変化の検討(中間報告)」（PDF）『発達研究』第34巻、発達科学研究教育センター、2020年、191-196頁、ISSN 09161422。
- 清水三千香, 藤島喜嗣「社会的排除が状態自尊感情および将来予測に及ぼす影響」『學苑』第832巻、昭和女子大学近代文化研究所、2010年、16-26頁、ISSN 1348-0103。